# أندرياس فينكلر
أندرياس فينكلر (بالمجرية: Winkler András)‏ هو لاعب كرة قدم مجري في مركز الهجوم، ولد في 9 نوفمبر 2000 في موشونمادياروفار ‏ في المجر. لعب مع زومباثلي هالاداس ‏.

## وصلات خارجية
- أندرياس فينكلر على موقع اتحاد المجر (الهنغارية)
- أندرياس فينكلر على موقع قاعدة بيانات كرة القدم.إي يو (الإنجليزية)
- أندرياس فينكلر على موقع Soccerway.com (الإنجليزية)